# Шуваевский сельсовет
Шуваевский сельсовет - сельское поселение в Емельяновском районе Красноярского края.
Административный центр - село Шуваево.

## Население
| 2010 | 2012  | 2013  | 2014  | 2015  | 2016  | 2017  |
| ---- | ----- | ----- | ----- | ----- | ----- | ----- |
| 6479 | ↗6496 | ↗6540 | ↗6557 | ↘6510 | ↘6438 | ↗6468 |

## Состав сельского поселения
В состав сельского поселения входят 9 населённых пунктов:
| № | Населённый пункт | Тип населённого пункта       | Население |
| - | ---------------- | ---------------------------- | --------- |
| 1 | Арей             | посёлок                      | 312       |
| 2 | Замятино         | деревня                      | 256       |
| 3 | Красный Пахарь   | посёлок                      | 293       |
| 4 | Минжуль          | посёлок                      | 178       |
| 5 | Придорожный      | посёлок                      | 148       |
| 6 | Совхоз «Сибиряк» | село                         | 3424      |
| 7 | Старцево         | деревня                      | 480       |
| 8 | Сухая Балка      | посёлок                      | 287       |
| 9 | Шуваево          | село, административный центр | 1101      |

## Местное самоуправление
Шуваевский сельский Совет депутатов
Дата избрания14.03.2010. Срок полномочий: 5 лет. Количество депутатов: 10
Глава муниципального образования
- Вальков Юрий Федорович. Дата избрания: 14.03.2010. Срок полномочий: 5 лет